# Аникунс (микрорегион)

Аникунс на карте.

Аникунс (порт. Microrregião de Anicuns) — микрорегион в Бразилии, входит в штат Гояс. Составная часть мезорегиона Центр штата Гойас. Население составляет 109 519 человек (на 2010 год). Площадь — 5487,414 км². Плотность населения — 19,96 чел./км².

## Демография
Согласно сведениям, собранным в ходе переписи 2010 г. Национальным институтом географии и статистики (IBGE), население микрорегиона составляет:						
| Полное население                             | Полное население                             | Полное население                             | Полное население                             | 109 519 |
| -------------------------------------------- | -------------------------------------------- | -------------------------------------------- | -------------------------------------------- | ------- |
| в том числе:                                 | Городское население                          | 90 638                                       | Процент городского населения, %              | 82,76   |
|                                              | Сельское население                           | 18 881                                       | Процент сельского населения, %               | 17,24   |
|                                              | Мужское население                            | 55 090                                       | Процент мужского населения, %                | 50,30   |
|                                              | Женское население                            | 54 429                                       | Процент женского населения, %                | 49,70   |
| Плотность населения, чел/км²                 | Плотность населения, чел/км²                 | Плотность населения, чел/км²                 | Плотность населения, чел/км²                 | 19,96   |
| Население микрорегиона в % к населению штата | Население микрорегиона в % к населению штата | Население микрорегиона в % к населению штата | Население микрорегиона в % к населению штата | 1,82    |

## Статистика
- Валовой внутренний продукт на 2003 год составляет 605 760 511,00 реалов (данные: Бразильский институт географии и статистики).
- Валовой внутренний продукт на душу населения на 2003 год составляет 5871,89 реалов (данные: Бразильский институт географии и статистики).
- Индекс развития человеческого потенциала на 2000 год составляет 0,740 (данные: Программа развития ООН).

## Состав микрорегиона
В составе микрорегиона включены следующие муниципалитеты:
1. Аделандия
2. Американу-ду-Бразил
3. Аникунс
4. Ауриландия
5. Авелинополис
6. Бурити-ди-Гояс
7. Фирминополис
8. Мосамедис
9. Назариу
10. Санклерландия
11. Санта-Барбара-ди-Гояс
12. Сан-Луис-ди-Монтис-Белус
13. Турвания